# 櫻井良文
櫻井 良文（さくらい よしふみ、1921年3月30日 - 2012年6月21日）は、大阪府生まれの日本の電気工学者・システム/制御工学者。大阪大学名誉教授。大阪工業大学・摂南大学元学長・名誉教授。工学博士（大阪大学）。澪電会（大阪大学工学部電気系同窓会）元会長。元京都大学原子炉実験所（現：京都大学複合原子力科学研究所, KURNS）教授。第41期システム制御情報学会(ISCIE)会長。日本応用磁気学会会長。第11-13期日本学術会議会員。勲二等瑞宝章受章。
専門は、応用磁気学（特に磁気メモリ）、システム制御工学・計測工学（特に原子炉制御・放射線計測）。

## 略歴
- 1943年9月：大阪帝国大学工学部電気工学科卒業
- 1946年12月：大阪帝国大学工学部講師
- 1948年12月：大阪大学工学部助教授
- 1958年12月：工学博士（大阪大学）
- 1959年8月：大阪大学工学部教授
- 1965年：大阪大学基礎工学部制御工学科教授（わが国で初めての基礎工学部の創設に尽力）[1]
- 1969年7月：大阪大学基礎工学部長事務取扱
- 1984年4月：大阪大学名誉教授・退官。摂南大学工学部電気工学科教授。のちに同大学第5代学長。
- 1993年10月：大阪工業大学第9代学長[5]
- 1999年11月：大阪工業大学名誉教授および摂南大学名誉教授[6]。
- 2012年6月：逝去[7]。

## 受章歴・叙勲歴
- 日本応用磁気学会賞（1985年）
- IEEE（アメリカ電気電子学会）フェロー賞（1988年）：アモルファス磁性薄膜の研究、高密度記憶磁気デバイスに関する研究などの功績
- IEEE磁気応用学会「功績賞」（1992年）：日本人として初めて磁気応用分野で技術的功績・貢献により受賞
- 勲二等瑞宝章（1997年）

## 主な研究
- アモルファスTbFeCo磁性膜の磁気および磁気光学特性
- 不活性ガス中でのレーザー照射によるGa:YIGの磁気特性
- 光磁気電流計（Magnetooptical ammeter）の研究
- 磁気増幅器のパワーエレクトロニクスへの応用
- 原子炉制御システムおよび放射線計測に関する研究
- 容量性負荷を備えた自己飽和磁気アンプの安定性システム解析